# Zoe (Byzanz)

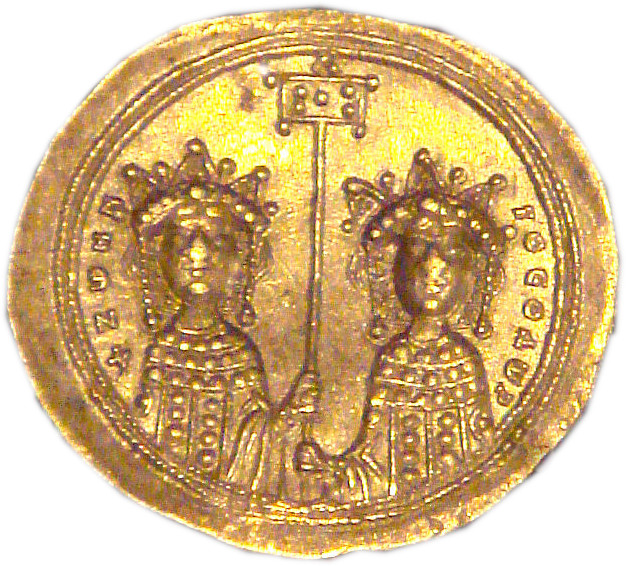
Gold-Histamenon, Zoe und Theodora III.

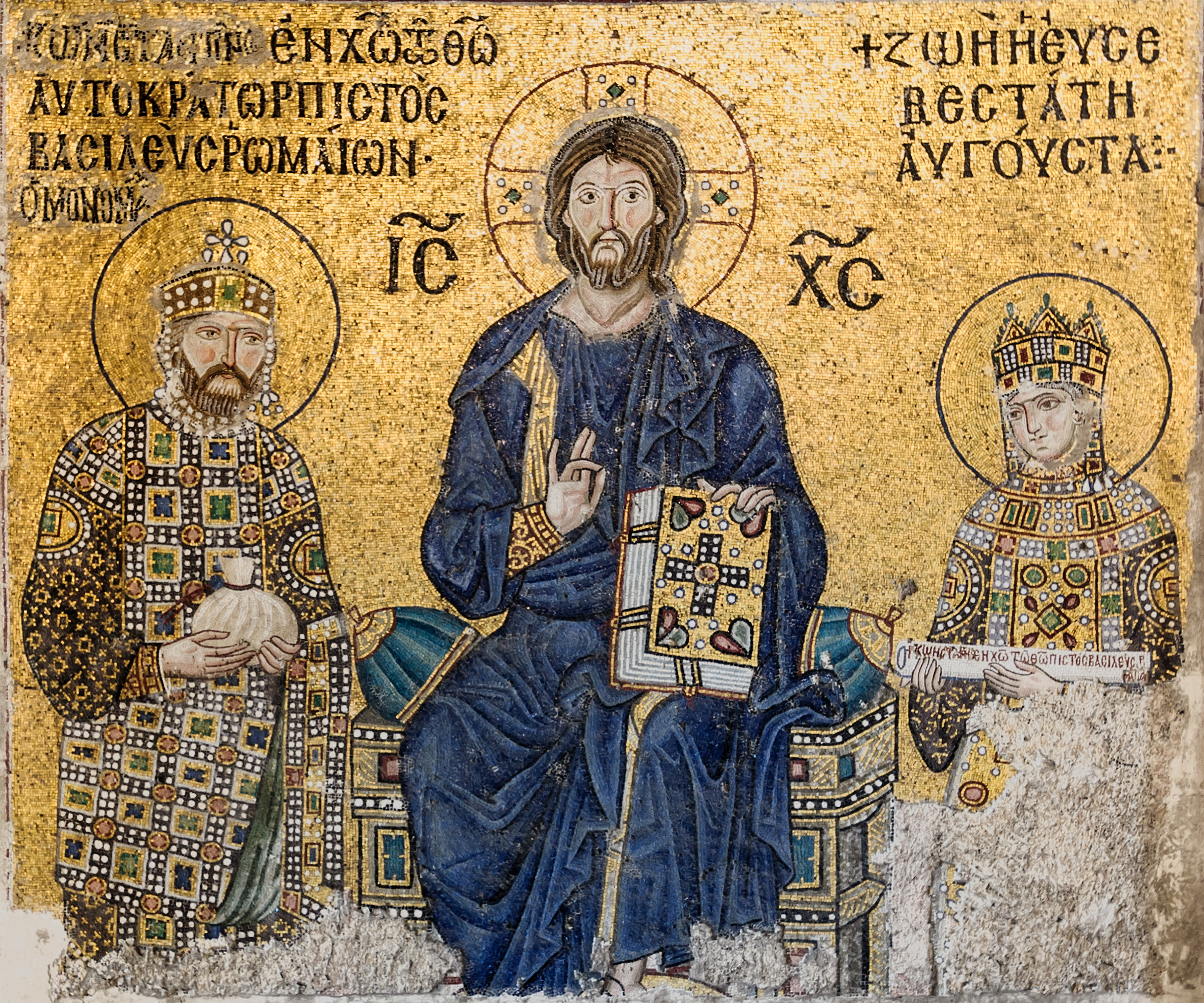
Christos Pantokrator mit Kaiser Konstantin IX. und Kaiserin Zoe zu beiden Seiten (Mosaik in der Hagia Sophia)

Zoe (mittelgriechisch Ζωή; * um 978; † Juni 1050 in Konstantinopel) war byzantinische Kaiserin vom 21. April bis zum 12. Juni 1042 (zusammen mit ihrer jüngeren Schwester Theodora) und Tochter  Kaiser Konstantins VIII.
Zoe war wahrscheinlich die Prinzessin, die Otto III. versprochen wurde. Eine Heirat kam jedoch wegen des frühen Todes des Kaisers nicht mehr zustande. Nach dem Ableben des Vaters 1028 führte Zoe die makedonische Kaiserdynastie durch die Heirat mit dem älteren Senator Romanos III. Argyros fort, der ihre Affären tolerierte; der Konstantin Dalassenos, der zeitweise als Ehemann vorgesehen war, hatte das Nachsehen. 
Im April 1034 ermunterte Zoe aller Wahrscheinlichkeit nach ihren Günstling, den späteren Michael IV., ihren Gemahl zu ermorden. Sie heiratete daraufhin den Täter und ließ ihn zum Kaiser krönen, doch war die Ehe nicht glücklich. Zoe war gezwungen, den gleichnamigen Neffen ihres Mannes zu adoptieren, der nach dem Tod des Onkels 1041 neuer Kaiser wurde. Michael V. versuchte sogleich, Zoe in ein Kloster auf den Prinzeninseln zu verbannen (18./19. April), was einen Volksaufstand auslöste, durch den er abgesetzt wurde. 
Zoe wurde nun gemeinsam mit ihrer Schwester Theodora III. zur Kaiserin bestimmt. Nach dreimonatiger, von gegenseitigem Misstrauen geprägter Herrschaft heiratete Zoe Konstantin IX. Monomachos, der daraufhin die Herrschaft übernahm. Er schlug zuerst die Rebellion des Theophilos Erotikos auf Zypern nieder, der die Thronwirren in Konstantinopel ausgenutzt hatte, um sich selbstständig zu machen.